# Robby Robinson
Robby Robinson (Damascus, 24 maggio 1946) è un ex culturista statunitense IFBB.
Ha vinto i titoli di Mr. America, Mr. World e Mr. Universe, ed è stato il primo Masters Olympia nel 1994. Era soprannominato Il principe nero.

## Biografia
Robinson è nato a Damascus, in Georgia, e cresciuto a Tallahassee, in Florida. Ha frequentato la Florida A&M University, dove praticava football americano e atletica leggera. In questi anni Robinson inizia ad interessarsi anche al culturismo. Dopo aver partecipato ad oltre trecento competizioni amatoriali, Robinson passa al professionismo nel 1975.
Anche se doveva essere la sua unica esperienza nel cinema, il primo anno di professionismo di Robby Robinson nel 1975 viene raccontato nel documentario cult Pumping Iron. Nel complesso, Robinson ha vinto numerosi concorsi IFBB, tra cui la prima edizione del Night of Champions nel 1979 ed il primo Masters Olympia nel 1994.

## Titoli nel bodybuilding
- 2000 - Mr. Olympia - Masters Over 50, 1st
- 1997 - Mr. Olympia - Masters Over 50, 1st
- 1994 - Mr. Olympia - Masters - IFBB, Winner
- 1991 - Musclefest Grand Prix - IFBB, Winner
- 1989 - World Pro Championships - IFBB, Winner
- 1988 - Niagara Falls Pro Invitational - IFBB, Winner
- 1981 - Mr. Universe - Pro - NABBA, Winner
- 1979 - Pittsburgh Pro Invitational - IFBB, Winner
- 1979 - Night of Champions - IFBB, Winner
- 1979 - Grand Prix New York - IFBB, Winner
- 1979 - Best in the World - IFBB, Professional, 1st
- 1978 - Professional World Cup - IFBB, Winner
- 1978 - Night of Champions - IFBB, Winner
- 1978 - Mr. Olympia Heavyweight, 1st
- 1977 - Mr. Olympia - IFBB, Tall, 1st
- 1976 - Mr. Universe - IFBB, MiddleWeight, 1st
- 1976 - Mr. Universe - IFBB, Overall Winner
- 1976 - Mr International - IFBB, Medium, 1st
- 1976 - Mr International - IFBB, Overall Winner
- 1975 - Mr. Universe - IFBB, Medium, 1st
- 1975 - Mr World - IFBB, Medium, 1st
- 1975 - Mr World - IFBB, Overall Winner
- 1975 - Mr America - IFBB, Medium, 1st
- 1975 - Mr America - IFBB, Overall Winner